# Park Shin-hye
Park Shin-hye (hangul: 박신혜; ur. 18 lutego 1990) – południowokoreańska aktorka, piosenkarka i modelka. W 2015 roku znalazła się w rankingu Forbes 40 najbardziej wpływowych gwiazd w Korei Południowej. Prowadzi także działalność charytatywną.

## Życiorys
Urodziła się w Paju, a wychowywała się w Seulu. Zadebiutowała występując w teledysku Lee Sung-hwana do piosenki „Flower”. Potem uzyskała formalne wykształcenie artystyczne. 15 lutego 2016 ukończyła studia na Uniwersytecie Chung-Ang odbierając dyplom z teatru i filmu, oraz nagrodę za całokształt pracy jako honorowy ambasador szkoły.
Park Shin-hye zadebiutowała aktorsko w 2003 roku rolą młodej Han Jung-suh w popularnej koreańskiej dramie Stairway to Heaven. Zagrała również w dramie Tree of Heaven, która ukazała się na antenie SBS, w której grała główną rolę, a jej partnerem był Lee Wan. Serial emitowany był również w Japonii, dając Shin-hye większą sławę za granicą. Od tego czasu zagrała ona w wielu reklamach i była modelką dla wielu firm azjatyckich.
Przez jej role i ich wymagania, Park wykazała instynktowny talent do tańca i sztuk walki. Wydała też singiel „Modlitwa”, piosenkę, którą śpiewała w dramie Tree of Heaven. Jednak utwór nie został wydany w oficjalnej ścieżce dźwiękowej.
Na wielkim ekranie zadebiutowała w filmie Jeonseol-ui gohyang, letnim horrorze, gdzie grała dwie role: główną bohaterkę i ducha siostry głównej bohaterki, który po śmierci poluje na siostrę. W styczniu 2007 roku Shin-hye wcielała się w jedną z głównych bohaterów w serialu Goong S, spin-offie bardzo udanej dramy Goong. Serial nie osiągnął sukcesu oryginału i otrzymał niskie oceny. Jednak był najczęściej oglądanym i powtarzanym serialem w pierwszej połowie 2007 roku, zyskując sławę po pierwszym odtworzeniu.
Później zdobyła światową popularność dzięki serialowi Minam-isine-yo z Jang Geun-sukiem. Śpiewała także piosenki Lovely Day i Without the Words do ścieżki dźwiękowej serialu. W 2010 roku zagrała w niskobudżetowej komedii romantycznej Cyrano: Yeon-aejojakdan. Film stał się niespodziewanym hitem i komercyjnym sukcesem, przyniósł 2,7 mln dochodu ogólnokrajowego, stając się 8. najlepiej sprzedającym się filmem roku W 2011 r. zagrała główną rolę w dramie Neon naege banhaess-eo u boku Jung Yong-hwa, który wcześniej grał również w Minam-isine-yo.
W 2012 roku Shin-Hye została przedstawiona w pierwszych trzech odcinkach show Music and Lyrics razem z Yoon Gunem (윤건) z koreańskiego duetu R&B Brown Eyes (브라운아이즈). Music and Lyrics polega na współpracy znanej aktorki i wspaniałego autora tekstów piosenek w napisaniu jedynej w swoim rodzaju piosenki w trzydzieści dni. Wspólnymi siłami stworzyli oni piosenkę „I Think of You”, która nigdy nie została oficjalnie wydana.
Dołączyła do obsady 3. sezonu drama special, Geokjungmaseyo, gwishinibnida z kanału KBS, która była nagrywana 15 lipca. Zagrała ducha Kim Yeon-hwa, który został zamordowany przy kradzieży. Yeon-hwa nawiedzała Moon-ki, który wskutek wypadku samochodowego stracił wspomnienia. Dzięki roli w tym filmie Park otrzymała nagrodę w kategorii najlepsza aktorka w krótkiej dramie na 2012 KBS Drama Awards.
31 października 2012 ogłoszono, że Park Shin-hye będzie gwiazdą trzeciej części serii „Oh! Boy” na kanale tvN pt. Iutjip kkonminam, razem z aktorem Yoon Shi-yoon. Serial ten był emitowany od 7 stycznia do 25 lutego 2013 roku.
Park Shin-hye wystąpiła w filmie Miracle in Cell No. 7 wspólnie z weteranami koreańskiego aktorstwa, jak Ryu Seung-ryong, Oh Dal-su, i Jung Jin-young. 15 marca 2013 roku, 52 dni po premierze filmu, sprzedaż biletów przekroczyła 12.32 milionów, sprawiając, że film stał się trzecim najbardziej kasowym koreańskim filmem wszech czasów. Wystąpiła także w teledysku aktora i piosenkarza So Ji-suba do jego albumu Six o’clock… Playground.
Dla uczczenia jej 10. rocznicy pracy aktorskiej, zorganizowała 2013 Park Shin-hye Asia Tour: Kiss Of Angel, trasę do czterech krajów w Azji. Park Shin-hye jest pierwszą aktorką, która podjęła taką podróż. Udowodniła swój potencjał wywierając wrażenie na wielu widzach i fanach z jej wymownym mówieniem, śpiewaniem i tańczeniem na różnych imprezach.
Wystąpiła razem z Lee Min-ho w dramie The Heirs, która miała premierę 9 października 2013 roku. The Heirs osiągnęła oglądalność 25.6% jako jedna z najczęściej oglądanych dram codziennych w 2013 roku. Wydała także piosenkę do ścieżki dźwiękowej serialu pt. „Story”. Ponadto prawa wydawnicza dramy sprzedano do 13 krajów z największym przychodem z Japonii. The Heirs zgromadziła też miliard wyświetleń na Youku.com, popularnej chińskiej stronie do oglądania filmów.
Park Shin-hye jest pierwszą koreańską aktorką która zgromadziła ponad pięć milionów obserwujących na Weibo, dowodząc jej popularności w Chinach. Została również uznana „Popularną Aktorką Zagraniczną” w Chińskiej Anhui TV Drama Awards za dramę The Heirs. Śpiewała tam też utwór „Story” ze ścieżki dźwiękowej serialu.
W 2014 roku Shin-hye zagrała rolę królowej w filmie historycznym pt. Królewski krawiec razem z Go Soo, Han Suk-kyu i Yoo Yeon-seok. Królewski krawiec miał swoją premierę w styczniu 2015 roku. 4 września 2014 aktorka potwierdziła, że będzie bohaterką nowego serialu telewizyjnego pt. Pinocchio na kanale SBS. Nadawca ostatecznie potwierdził, że zagra ona Choi In-ha u boku Lee Jong-suka. Serial nadawany był od listopada 2014 do stycznia 2015 w środy i czwartki.
Wzrost popularności Park Shin-hye dzięki serialom Spadkobiercy w końcu 2013 roku i Pinocchio w 2014 roku sprawił, że zadebiutowała w rankingu „Top 40 najbardziej wpływowych gwiazd Korei”, który został oficjalnie zaprezentowany przez Forbes Korea w marcu 2015 roku. Zajęła w nim 36. miejsce w zarobkach, 19. w ekspozycji prasowej, 14. w ekspozycji telewizyjnej i 31. w kryteriach profesjonalizmu, w ogóle umieszczono ją na 33. miejscu tego rankingu.
Niedawno zakończyła ona zdjęcia do nowego filmu pt.: Older Brother z Do Kyung-soo z Exo i Jo Jung-sukiem, gdzie będzie grała trenerkę judo. 29 marca 2016 roku potwierdzono, że Shin-hye zagra Hye-Jung, gangsterkę, która została lekarzem w serialu Doctors na kanale SBS. Będzie to jej powrót na mały ekran po półtorarocznej przerwie.

## Filmografia

### Seriale telewizyjne
- 2003 – Cheongug-ui gyedan
- 2004 – If Wait for the Next Train Again
- 2004 – Boom
- 2004 – Noy Alone
- 2005 – Cute or Crazy
- 2006 – Seoul 1945
- 2006 – Loving Sue
- 2006 – Tree of Life
- 2007 – Goong S
- 2007 – Several Questions That Make Us Happy
- 2007 – Kimcheed Radish Cubes
- 2008 – Bicheonmu
- 2009 – Minam-isine-yo
- 2009 – High Kick Through The Roof
- 2010 – My Girlfriend Is A Gumiho
- 2011 – Xuan Feng Guan Jia
- 2011 – Neon naege banhaess-eo
- 2012 – Lord Of The Drama
- 2013 – Iutjip kkonminam
- 2013 – Spadkobiercy
- 2014 – Pinocchio
- 2016 – Entertainer
- 2016 – Doctors
- 2018 – Memories of the Alhambra
- 2018–2019 – Memories of the Alhambra
- 2021 – Sisyphus: The Myth
- 2024 – Doktor Kryzys
- 2024 – The Judge From Hell

### Filmy
| Rok  | Tytuł                      | Rola              | Uwagi           |
| ---- | -------------------------- | ----------------- | --------------- |
| 2006 | Love Phobia                | Byeon-ja          |                 |
| 2007 | Evil Twin                  | So-yeon / Hyo-jin |                 |
| 2010 | Cyrano: Yeon-aejojakdan    | Min-yeong         |                 |
| 2010 | Green Days: Dinosaur and I | Oh Yi-rang (głos) | film animowany  |
| 2012 | Waiting for Jang Joon-hwan | Shin-hye          | krótkometrażowy |
| 2013 | Miracle in Cell No. 7      | dorosła Ye-seung  |                 |
| 2013 | One Perfect Day            | Eun-hee           | krótkometrażowy |
| 2014 | Królewski krawiec          | królowa           |                 |
| 2015 | Wewnętrzne piękno          | Woo-jin           | cameo           |
| 2016 | My Annoying Brother        | Lee Soo-hyun      |                 |
| 2017 | Heart Blackened            | Choi Hee-jung     |                 |
| 2020 | #Alive                     | Kim Yoo-bin       |                 |
| 2020 | The Call                   | Kim Seo-yeon      |                 |

### Programy rozrywkowe
- 2004 – Nonstop 4
- 2004 – Inkigayo
- 2007 – Fantastic Partner
- 2007 – Happy Sunday
- 2007 – Happy Together
- 2007 – Horror Mission
- 2009 – Love Request
- 2009 – Melon Music Awards[29]
- 2009 – SBS Gayo Daejeon
- 2010 – Sunday Sunday Night – Danbi
- 2010 – Happy Together
- 2010 – Seoul Cultural Art Awards
- 2011 – Win Win
- 2011 – Day Day Up
- 2011 – Hallyu Dream Concert
- 2011 – Melon Music Awards
- 2012 – Music and Lyrics
- 2012 – Running Man
- 2012 – Strong Heart
- 2012 – TAXI show
- 2012 – Kpop Collection Okinawa
- 2013 – Running Man

### Teledyski
- 2001 -"Do You Love?”
- 2003 -"Flower”
- 2004 -"I Ask Myself”
- 2004 -"Fake Love Song”
- 2006 -"Letter”
- 2008 -"Saechimtteki”
- 2009 -"Call Me”
- 2009 -"Super Star”
- 2012 -"Alone in Love”
- 2012 -"Aren’t We Friends”
- 2013 -"Eraser”
- 2014 -"My Dear”
- 2014 -"You Are So Beautiful”
- 2015 -"Insensible"

## Dyskografia

### Single
- 2006 -"Love Rain”
- 2007 -"Jingle Ha-Day”
- 2009 -"Lovely Day”
- 2009 -"Without a Word”
- 2010 -"It Was You”
- 2011 -"우주에서”
- 2011 -"The Day We Fall In Love”
- 2011 -"I Will Forget You”
- 2012 -"I Think of You”
- 2012 -"Memories”
- 2013 -"Pitch Black”
- 2013 -"Story”
- 2013 -"Break Up For You, Not Yet For Me”
- 2014 -"Arm Pillow”
- 2014 -"My Dear”
- 2014 -"Love Is Like Snow”
- 2015 -"Dreaming a Dream”
- 2015 -"Perfect"

### Występy
- 2010 – Minam-isine-yo 1. Fanmeeting w Japonii (26 czerwca 2010)
- 2010 – A.N. Show w Tajpej (2 października 2010)
- 2012 – SSNIZEL, narodziny Anioła (pierwszy solowy) Fanmeeting w Japonii (24 lutego 2012)
- 2012 – Neon naege banhaess-eo Fanmeeting w Japonii (16 lipca 2012 roku)[30]
- 2013 – „Pocałunek Anioła” trasa azjatycka Fanmeeting w Manili, Filipiny (16 marca 2013)
- 2013 – „Pocałunek Anioła” trasa azjatycka Fanmeeting w Tokio, Japonia (24 marca 2013)
- 2013 – „Pocałunek Anioła” trasa azjatycka Fanmeeting w Szanghaju, Chiny (18 maja 2013)
- 2013 – „Pocałunek Anioła” trasa azjatycka Fanmeeting w Bangkoku, Tajlandia (29 czerwca 2013)
- 2013 – Specjalny prezent świąteczny Park Shin-hye w Tokio, Japonia (21 grudnia 2013)[31]
- 2014 – Impreza urodzinowa Park Shin-hye w Seulu, Korea Południowa (15 lutego 2014)[32]
- 2014 – Światowe tournee Park Shin-hye: Historia Anioła w Nowym Jorku, USA (1 maja 2014)[33]
- 2014 – Światowe tournee Park Shin-hye: Historia Anioła w Osace, Japonia (19 lipca 2014)[34]
- 2014 – Światowe tournee Park Shin-hye: Historia Anioła w Tokio, Japonia (20 lipca 2014)[35]
- 2014 – Światowe tournee Park Shin-hye: Historia Anioła w Szanghaju, Chiny (26 lipca 2014)[36]
- 2014 – Światowe tournee Park Shin-hye: Historia Anioła w Chongqing, Chiny (2 sierpnia 2014)[37]
- 2014 – Światowe tournee Park Shin-hye: Historia Anioła w Shenzhen, Chiny (3 sierpnia 2014)[38]
- 2014 – Światowe tournee Park Shin-hye: Historia Anioła w Changsha, Chiny (9 sierpnia 2014)[39]
- 2014 – Światowe tournee Park Shin-hye: Historia Anioła w Pekinie, Chiny (10 sierpnia 2014)[40]
- 2014 – Światowe tournee Park Shin-hye: Historia Anioła w Tajpej, Tajwan (14 września 2014)[41]
- 2014 – Światowe tournee Park Shin-hye: Historia Anioła w Bangkok, Tajlandia (20 września 2014 roku)[42]
- 2015 – Azjatycka trasa Park Shin-hye : Sen Anioła w Seulu, Korea Południowa (14 lutego 2015)[43]
- 2015 – Azjatycka trasa Park Shin-hye : Sen Anioła w Tokio, Japonia (15 marca 2015)[44]
- 2015 – Azjatycka trasa Park Shin-hye : Sen Anioła w Szanghaju, w Chinach (28 marca 2015)[45]
- 2015 – Azjatycka trasa Park Shin-hye : Sen Anioła w Hongkongu (13 czerwca 2015)[46]
- 2015 – Azjatycka trasa Park Shin-hye : Sen Anioła w Tajpej, Tajwan (16 sierpnia 2015 r.)[47]
- 2015 – Azjatycka trasa Park Shin-hye : Sen Anioła w Shenzhen, Chiny (29 sierpnia 2015)[48]
- 2015 – Azjatycka trasa Park Shin-hye : Sen Anioła w Chengdu, Chiny (12 września 2015)[49]

## Ambasador dobrej woli
Park Shin-hye uczestniczy w promowaniu koreańskiego dziedzictwa i jest znana jako ambasador organizacji i imprez. Oprócz tego aktywnie uczestniczy w niskoprofilowej działalności charytatywnej, która nie jest publikowana w mediach.